# Kayla Pedersen
Kayla Danielle Pedersen (Flint, 14 aprile 1989) è un'ex cestista statunitense, professionista nella WNBA.

## Carriera
È stata selezionata dalle Tulsa Shock al primo giro del Draft WNBA 2011 (7ª scelta assoluta).
Con gli Stati Uniti ha disputato le Universiadi di Belgrado 2009.